# 巴庫爾灣
巴庫爾灣（英語：Bacoor Bay）是菲律賓馬尼拉灣中的一個附屬海灣，該海灣位於甲米地省周圍，在甲米地半島的外側。該灣目前為美國海軍駐守。最近城市巴科奧爾市位於甲米地半島上，該市為甲米地省東南部的城市。

## 註記
1. ↑  Webster's New Geographical Dictionary, p. 104